# كيلسي
كيلسي(بالبولندية:Kielce) هي مدينة في جنوب شرق بولندا ويبلغ عدد سكانها 204891 نسمة (يونيو 2009). بل هي أيضا عاصمة
محافظه شفينتوكشيسكي (الصليب المقدس فويفود) منذ عام 1999و التي كانت مقطاع أداري سابق كيلسي فويفود في الفترتي(1919-1939، 1945-1998).مدينة تقع في وسط جبال شفينتوكشيسكي (جبال الصليب المقدس) ،و على ضفاف نهر سيلنيكا في الجزء الشمالي من المقاطعة البولندية التاريخية بولندا الصغري مركزا هاما للحجر الجيري وكيلسي الآن مركزا للتجارة والتبادل التجاري.

## اليهود
مثل العديد من المدن الأخرى في أوروبا كانت كيلسي لديها عدد كبير من السكان اليهود حتى الحرب العالمية الثانية وفقا للتعدادات الروسية من العام 1897 يشكل اليهود 6,400 من أصل مجموع السكان البالغ 23,200 (حوالي 27 ٪ في المئة). عشية الحرب العالمية الثانية كان هناك 24,000 من السكان اليهود في كيلسي وهو حوالي ثلث السكان في ذلك الوقت. بعد الاحتلال الألماني مباشرة في سبتمبر 1939 اتخذت إجراءات ضد اليهود في شكل غرامات ومصادرة الممتلكات والسخرة، وما شابه ذلك. وفي نيسان / أبريل 1941، تأسس الغيتو اليهودي وهي منطقه يعيش فيها اليهودبشكل منفصل عن باقي السكان وقد أجبر العديد من اليهود للعيش فيه وقد اضطر العديد منهم للعمل في منصع قريب للذخيرة الألمانيه. في آب / أغسطس 1942 بدأت إبادة الغيتو اليهودي في 5 أيام فقط
ويقال أنه بقي ألفي يهودي حي وأولئك الذين نجوا من المذبحة قد ارسلت إلى مخيم آخر السخرة قبل الذهاب إلى معسكر تريبلينكا.

## مناطق سياحية
- قصر أساقفة كراكوف (1637-1641) : وهو معد لإقامة كبير أساقفة كراكوف صيفا وقد بني على الطراز الباروكي عن طريق جيوفاني باتيستا تريفونو وتوماش بونشيا ويضم متحفا ومعرضا للوحات البولندية المهمة * كاتدرائية الباروك (القرن الثاني عشر) وقد تم إعادة بنائها مرة أخرى فيالفترة من 1632 إلي 1635 ومره أخرى في القرن التاسع عشر
- كنيسة الثالوث الاقدس (1640-1644)
- سوق المدينة القديمة (القرن الثامن عشر)
- سينكيافيتش ستريت
- متحف ستيفان زيرومسكي
- كنيس النهضة
- المحميات الطبيعية الجيولوجية في منطقة 5

## توأمة
| - نيترا، سلوفاكيا . - يافله، السويد. - ساندفيكين، السويد. - فلينت، ميشيغان، الولايات المتحدة. - غوتا، ألمانيا . - بودابست، المجر. - فينيتسا، أوكرانيا. - غوريتسيا، إيطاليا . 1. 2. 3. 4. 5. 6. 7. 8. |